# Női szupertoronyugrás a 2013-as úszó-világbajnokságon
A női szupertoronyugrás a 2013-as úszó-világbajnokságon egy új versenyszám volt. Az ugrók 20 méter magasról ugrottak és 3 kör volt. A versenyt július 30-án rendezték meg.

## Eredmény
| Helyezés  | Műugró            | Nemzetiség | Első kör | Második kör | Harmadik kör | Összesítés |
| --------- | ----------------- | ---------- | -------- | ----------- | ------------ | ---------- |
| Aranyérem | Cesilie Carlton   | USA        | 54.60    | 72.85       | 84.15        | 211.60     |
| Ezüstérem | Ginger Huber      | USA        | 62.40    | 79.05       | 65.25        | 206.70     |
| Bronzérem | Anna Bader        | GER        | 65.00    | 72.60       | 66.30        | 203.90     |
| 4         | Stephanie de Lima | CAN        | 50.70    | 71.40       | 60.45        | 182.55     |
| 5         | Tara Hyer Tira    | USA        | 62.40    | 57.40       | 57.40        | 177.20     |
| 6         | Diana Tomilina    | UKR        | 42.90    | 74.25       | 36.80        | 153.95     |